# Liste der Hochhäuser in Colorado
In der Liste der Hochhäuser in Colorado werden die Hochhäuser im US-Bundesstaat Colorado ab einer strukturellen Höhe von 100 Metern aufgezählt; das bedeutet die Höhe bis zum höchsten Punkt des Gebäudes ohne Antenne.

## Auflistung der Hochhäuser nach Höhe
| Nr. | Name                                               | Stadt             | Höhe                          | Etagen | Baujahr |
| --- | -------------------------------------------------- | ----------------- | ----------------------------- | ------ | ------- |
| 1.  | Republic Plaza                                     | Denver            | 217,6 m                       | 56     | 1984    |
| 2.  | 1801 California Street                             | Denver            | 216,1 m                       | 53     | 1982    |
| 3.  | Wells Fargo Center                                 | Denver            | 212,8 m                       | 52     | 1983    |
| 4.  | Four Seasons Hotel                                 | Denver            | 195,1 m (Höhe bis zur Spitze) | 45     | 2010    |
| 5.  | 1999 Broadway                                      | Denver            | 166 m                         | 43     | 1985    |
| 6.  | MCI Plaza                                          | Denver            | 159 m                         | 42     | 1981    |
| 7.  | 555 17th Street                                    | Denver            | 155 m                         | 40     | 1978    |
| 8.  | Hyatt Regency Denver at Colorado Convention Center | Denver            | 149 m (Höhe bis zur Spitze)   | 38     | 2005    |
| 9.  | Spire                                              | Denver            | 145,7 m                       | 41     | 2009    |
| 10. | 1670 Broadway                                      | Denver            | 137 m                         | 36     | 1980    |
| 11. | 17th Street Plaza                                  | Denver            | 134 m                         | 35     | 1982    |
| 12. | 633 17th Street                                    | Denver            | 132 m                         | 32     | 1974    |
| 13. | Brooks Tower                                       | Denver            | 128 m                         | 42     | 1968    |
| 14. | Denver Place South Tower                           | Denver            | 127 m                         | 34     | 1974    |
| 15. | One Tabor Center                                   | Denver            | 124 m                         | 30     | 1985    |
| 16. | Johns Manville Plaza                               | Denver            | 123 m                         | 29     | 1978    |
| 17. | Granite Tower                                      | Denver            | 121 m                         | 31     | 1983    |
| 18. | Embassy Suites Downtown                            | Denver            | 119 m                         | 38     | 1983    |
| 19. | US Bank Tower                                      | Denver            | 118,6 m                       | 26     | 1975    |
| 20. | Glenarm Plaza                                      | Denver            | 117 m                         | 32     | 1967    |
| =   | 621 17th Street                                    | Denver            | 117 m                         | 28     | 1957    |
| 22. | Denver Financial Center                            | Denver            | 114 m                         | 32     | 1981    |
| 23. | Daniels & Fisher Tower                             | Denver            | 113,4 m (Höhe bis zur Spitze) | 20     | 1910    |
| 24. | Dominion Plaza                                     | Denver            | 112 m                         | 29     | 1982    |
| =   | World Trade Center 2                               | Denver            | 112 m                         | 29     | 1980    |
| =   | Lincoln Center                                     | Denver            | 112 m                         | 30     | 1972    |
| 27. | 1125 17th Street                                   | Denver            | 111 m                         | 25     | 1980    |
| 28. | One Lincoln Park                                   | Denver            | 109,7 m                       | 31     | 2008    |
| 29. | Matrix Capital Bank Tower                          | Denver            | 109 m                         | 24     | 1961    |
| 30. | Executive Tower                                    | Denver            | 107 m                         | 30     | 1974    |
| =   | Colorado State Bank                                | Denver            | 107 m                         | 26     | 1972    |
| 32. | Plaza Tower One                                    | Greenwood Village | 105 m                         | 22     | 1987    |
| 33. | 1800 Larimer Street                                | Denver            | 104,7 m                       | 22     | 2010    |
| 34. | Larimer Place                                      | Denver            | 102 m                         | 32     | 1981    |
| =   | World Trade Center 1                               | Denver            | 102 m                         | 28     | 1979    |
| =   | 410 Building                                       | Denver            | 102 m                         | 24     | 1978    |
| 37. | Qwest Tower                                        | Denver            | 101 m                         | 21     | 1976    |